# Rocamar
Rocamar és una urbanització de Sant Pere de Ribes que es troba al sud del municipi, entre la riera de Ribes i la C-246a, en el límit municipal amb Sitges. Es va començar a construir a primers dels anys 60 del segle XX i el 2011 tenia 428 habitants empadronats. Al seu costat s'hi troba l'Autòdrom de Terramar.